# Mojca Ribič
Mojca Ribič, slovenska gledališka igralka, * 18. junij 1943, Ožbalt
Ribičeva je v letih 1961−65 na ljubljanski AGRFT študirala dramsko igro in prav tam 1993 diplomirala. Že med študijem je zelo odmevno upodobila Jacinto v Cankarjevem Pohujšanju v dolini šentflorjanski. Leta 1966 je postala članica Drame SNG v Ljubljani. Prejela je Severjevo nagrado.
Njen partner je Boris Juh. Njena hči je prav tako igralka Polona Juh.

## Gledališke vloge
Med njene pomembnejše vloge spadajo:
- Kneginja Belokonska; Fedor Mihajlovič Dostoevskij/Idiot, režija Mile Korun, SNG Drama Ljubljana (1999)
- Ženska; Sergi Belbel/Nežnosti, r. Sebastijan Horvat, SNG Drama Ljubljana (1997)
- Madam Popjatnikova; Isaak Emanuilovič Babelj, r. Bojan Jablanovec, SNG Drama Ljubljana (1997)
- Rezka; Andrej Hieng/Izgubljeni sin, r. Mile Korun, Prešernovo gledališče Kranj (1996)
- Jermanova mati; Ivan Cankar/Hlapci, r. Mile Korun, SNG Drama Ljubljana (1995)
- Ženska; Dane Zajc/Grmače, r. Mile Korun, SNG Drama Ljubljana (1994)
- Lužarica; Ivan Cankar/Kralj na Betajnovi, r. Mile Korun, Prešernovo gledališče Kranj (1994)
- Mina; Igor Torkar/Balada o taščici, r. Jože Babič; SNG Drama Ljubljana (1994)
- Ona; Milan Jesih/Ljubiti, r. Matjaž Zupančič, SNG Drama Ljubljana (1983)
- Vojka; Tone Partljič/Kakor pečat na srce, r. Boris Kobal, SNG Drama Ljubljana (1991)
- Druga ženska; Vaclav Havel/Sanacija, r. Dušan Mlakar, SNG Drama Ljubljana (1990)
- Kirka; Dane Zajc/ Medeja, r. Meta Hočevar, SNG Drama Ljubljana (1990)
- Kneginja; Heinrich von Kleist/Princ Homburški, r. Barbara Hieng Samobor, SNG Drama Ljubljana (1989)
- Ruža; Dragoslav Mihailović Ko so cvetele buče, r. Vinko Möderndorfer, SNG Drama Ljubljana (1989)
- Gospa Zampa, Prva sostanovalka, Članica družine Calogero; Eduardo de Filippo Velika magija, r. Boris Kobal, SNG Drama Ljubljana (1988)
- Luiza Karlovna; Fedor Mihailovič Dostoevskij/Stričkove sanje, r. Jože Babič, SNG Drama Ljubljana (1987)
- Zbor; Dominik Smole/Antigona, r. Meta Hočevar, SNG Drama Ljubljana (1987)